# PGC 70075
LEDA/PGC 70075 (NGC 7418A) ist eine Spiralgalaxie vom Hubble-Typ Scd im Sternbild Kranich am Südsternhimmel. Sie ist schätzungsweise 94 Millionen Lichtjahre von der Milchstraße entfernt und hat einen Durchmesser von etwa 100.000 Lichtjahren. Gemeinsam mit IC 5264 und IC 5269 bildet sie die IC 5264-Gruppe oder LGG 465.
 
Im selben Himmelsareal befinden sich u. a. die Galaxien NGC 7418, IC 1459, IC 5265, IC 5269.
Die Supernovae SN 1983M und SN 2007oc (Typ IIP) wurden hier beobachtet.
Das Objekt wurde am 10. Juni 1896 von Lewis Swift entdeckt.